# هيئة الطاقة الذرية البريطانية
هيئة الطاقة الذرية البريطانية هي مؤسسة أبحاث حكومية بريطانية مسئولة عن تطوير طاقة الاندماج النووي وهي هيئة تنفيذية غير إدارية تابعة لوزارة الأعمال والطاقة والاستراتيجية الصناعية.

## التأسيس
عند تشكيلها في عام 1954 كانت السلطة مسؤولة عن البرنامج النووي الكامل للمملكة المتحدة (المدني والدفاعي) وكذلك مراقبة المواقع النووية.

## التطورات النووية
أحدث هيئة الطاقة الذرية البريطانية تطورات رائدة في الطاقة النووية (الانشطار) والإشراف على التطوير السلمي للتقنية النووية وإجراء الكثير من البحوث العلمية ومع ذلك فمنذ أوائل سبعينيات القرن العشرين تم تقليص مجالات عملها تدريجياً مع نقل المهام إلى المنظمات الحكومية الأخرى وكذلك إلى القطاع الخاص.

## نشاطها
تركز الهيئة الآن على برامج أبحاث الطاقة في المملكة المتحدة والدول الأوروبية في كولهام في أوكسفوردشاير بما في ذلك أقوى جهاز انصهار في العالم «تورس الأوروبية المشتركة».
يهدف البحث إلى تطوير طاقة الاندماج كمصدر للطاقة صالح للاستمرار من الناحية التجارية من أجل المستقبل.
كما شاركت في إجراء تقييمات السلامة والموثوقية للهيئات الخارجية بسبب خبرتها الطويلة في هذا العمل داخل المجال النووي.